# Le Nom de code d'Anastasia
Le Nom de code d'Anastasia (titre original anglais : Anastasia at this Address) est un roman pour la jeunesse de Lois Lowry publié aux États-Unis en 1991. Il a été traduit en français par Agnès Desarthe aux éditions L'École des loisirs en 1994. Il fait partie de la série de romans de Lowry sur Anastasia Krupnik et son jeune frère Sam.

## Synopsis
Bien qu'ayant décidé avec ses amies de renoncer à courir après les garçons, Anastasia se sent prête à vivre une grande histoire d'amour. Elle décide de répondre à une petite annonce passée dans l'un des journaux de son père. Elle écrit plusieurs lettres à un certain JHC (Jeune Homme Célibataire), qu'elle signe d'un pseudonyme : JEFICAS (qui veut dire parfois "Jalouse, Éblouissante, Fabuleuse, Impatiente, Chaleureuse, Amicale, Sociable" ou bien "Joyeuse Entourée de Fleurs Innombrables Compréhensive Aimant les Sloops" et encore bien d'autres choses...). Emportée par son imagination, la jeune adolescente se fait passer pour une véritable jeune femme et correspond régulièrement avec le JHC en question, Septimus Smith.
Parallèlement, Anastasia se prépare à être demoiselle d'honneur au mariage de la sœur aînée de son amie Meredith. C'est là qu'elle rencontrera le véritable Septimus Smith.